# Olga (livre)
Pour les articles homonymes, voir Olga.
Olga est un livre de Fernando Morais, dans le style du journalisme littéraire, publiée en 1985 par Editora Omega, et re-publié en 1994 par la Companhia das Letras.

## Synopsis
L'œuvre raconte la vie d'Olga Benário, un jeune militante communiste allemande, d'origine juive. Elle prend part à une action paramilitaire audacieuse, laquelle libère son compagnon de militantisme et son ami Otto Braun de la prison de Moabit, en Allemagne, entraînant leur fuite vers l'Union soviétique. 
Olga Benário se retrouve ensuite associée au militaire et homme politique communiste brésilien , Luis Carlos Prestes. Elle est envoyée par le Komintern au Brésil aux côtés de Prestes, afin de promouvoir la révolution communiste dans ce pays, de rejoindre le mouvement nouvellement formé de l'Alliance nationale pour la libération (ANL).En chemin vers le Brésil, sous de fausses identités, la façade d'un couple oblige Olga et Prestes à une intimité imprévue et ils finissent par s'impliquer émotionnellement l'un envers l'autre.
À l'arrivée, Olga est éblouie par le Brésil et continue aux côtés de Prestes la lutte pour les idéaux communistes et contre le gouvernement brésilien du président Getúlio Vargas. Après l'échec d'une tentative de coup d'état politique et militaire, appelée plus tard le soulèvement communiste, les deux sont arrêtés. Olga se retrouve enceinte de Prestes en prison, tandis que Prestes perd le grade de capitaine et commence une période de prison politique, qui durera neuf ans. Olga, enceinte, est déportée par le gouvernement brésilien du président Getúlio Vargas vers l'Allemagne, qui était alors sous le régime du nazisme. L'enfant issue de l'union de Olga et Prestes, Anita Leocádia Prestes, naît dans une prison en Allemagne, et est plus tard sauvée par la mère de Prestes, Leocadia, après une intense campagne internationale. Olga meurt dans une chambre à gaz de l'établissement d'exécution nazi de Bernbourg, en février 1942, sans savoir qu'Anita était saine et sauve avec sa grand-mère Leocadia.

## Ventes
Il a été estimé en 2005 que dans la version révisée de la Companhia das Letras, le livre de Morais avait été vendu à plus de 170 000 exemplaires ; il est considéré comme un succès éditorial.

## Adaptation
L'œuvre a été adaptée au cinéma en 2004 par le cinéaste Jayme Monjardim.